# Troublemakers: The Story of Land Art
Troublemakers: The Story of Land Art je americký dokumentární film z roku 2015. Natočil jej režisér James Crump. Sleduje historii uměleckého směru známého jako land art v šedesátých a sedmdesátých letech dvacátého století. Ve filmu jsou uvedeny informace o dílech, jako jsou The Lightning Field (Walter De Maria), Spiral Jetty (Robert Smithson) a Double Negative (Michael Heizer).